# Joy Adamsonová
Joy Adamsonová (20. ledna 1910 Opava – 3. ledna 1980 Shaba, Keňa) byla spisovatelka, malířka a ochránkyně zvířat. Světoznámou se stala zejména díky knihám o lvici Else. V roce 1977 jí byl udělen rakouský čestný odznak Za vědu a umění.

## Život
Narodila se jako Friederike Victoria Gessnerová v Opavě, v ulici Na Rybníčku čp. 48. Byla druhorozená dcera ing. Viktora Gessnera (19. listopadu 1881 Opava – 15. června 1930 Praha), který byl stavebním radou na technickém oddělení zemského úřadu v Opavě a Friederiky Gertrudy (Traute), roz. Greipelové (1888–1974). Měla ještě dva sourozence – starší sestru Traute (* 1908) a mladší Dorle (1918–1993). Jejím pradědečkem byl rakouský podnikatel Carl Weisshuhn.
V Opavě a v údolí řeky Moravice u Kružberku strávila dvanáct let, po rozvodu rodičů v roce 1922 se s matkou přestěhovala k babičce do Vídně. Zde vystudovala školu se zaměřením na učitelství, přivydělávala si jako modelka a poznala prvního manžela Viktora Rittera von Klarwill (zv. Ziebel; 2. června 1902 Vídeň – ? 1984 , Lower Beeding, Velká Británie), za kterého byla provdána v letech 1935–1937.
S ním odcestovala roku 1937 do Afriky, kde poznala svého druhého muže, švýcarského přírodovědce Petera Ballyho, který ji prvně začal říkat Joy. Díky němu začala malovat a stala se z ní výborná kreslířka. Její rozsáhlý cyklus portrétů příslušníků keňských kmenů tvoří dnes stálou expozici Keňského národního muzea v Nairobi. Její poslední muž, George Adamson, kterého si vzala roku 1944, patřil k zakladatelům afrických národních parků. Jeho prostřednictvím se začala starat o malou lvici, kterou se jim oběma po velkém úsilí nakonec podařilo zčásti „znovuzdivočet“ a navrátit do přírody. Její životní příběh popsala v knižní trilogii Born Free, Living Free a Forever Free, která v češtině vyšla souhrnně pod názvem Příběh lvice Elsy. Knihy opakovaně inspirovaly filmaře, snímek Volání divočiny (Born Free, 1966) získal 2 Oscary a Zlatý glóbus. Navazující knihu Queen of Shaba: The Story of an African Leopard dokončil až spisovatelčin asistent a vyšla v roce 1980, česky pak v roce 1988 pod názvem Příběh levhartice Penny. Mezi návratem lvice Elsy a příchodem levhartice Penny se starala o gepardici Pippu, kterou se jí podařilo také navrátit přírodě. Uskutečnila tak výzkum chování všech tří velkých afrických koček. Mezi známé knihy patří také autobiografie The Searching Spirit: An Autobiography z roku 1978, která česky vyšla v roce 1984 pod názvem Volání divočiny.
Založila nadaci Elsa Wild Animal Appeal, která má dodnes pobočky v USA, Kanadě, Japonsku a Keni. Prostřednictvím této nadace byly například založeny národní parky Meru a Samburu.
Její život ukončil v roce 1980 bývalý zaměstnanec Paul Nakware Ekai, kterého propustila za krádež. Podle pitvy ji ubodal dvěma desítkami bodných ran nožem, on sám tvrdil, že ji zastřelil. Za tuto vraždu byl poslán do vězení na doživotí, v roce 2009 byl ale propuštěn na svobodu. Trestu smrti se vyhnul jen proto, že byl v době spáchání vraždy nezletilý. Tvůrcům českého životopisného dokumentu Zrozena pro Afriku (2023), kterým se podařilo jej najít a natočit s ním rozhovor, dokonce tvrdil, že je nevinný a Joy zabil její domorodý asistent Pieter Mawson, který ji našel zraněnou.

## Dílo
| kniha                                           | kniha                                           | rok  | ISBN          | české vydání            | rok  | překlad           |
| ----------------------------------------------- | ----------------------------------------------- | ---- | ------------- | ----------------------- | ---- | ----------------- |
| Born Free                                       | trilogie Born Free                              | 1960 | 1-56849-551-X | Příběh lvice Elsy       | 1968 | Milena Perglerová |
| Living Free: The story of Elsa and her cubs     | trilogie Born Free                              | 1961 | 0-00-637588-X | Příběh lvice Elsy       | 1968 | Milena Perglerová |
| Forever Free: Elsa's Pride                      | trilogie Born Free                              | 1962 | 0-00-632885-7 | Příběh lvice Elsy       | 1968 | Milena Perglerová |
| Elsa: The Story of a Lioness                    | Elsa: The Story of a Lioness                    | 1961 |               |                         |      |                   |
| The Spotted Sphinx                              | The Spotted Sphinx                              | 1969 | 0-15-184795-9 |                         |      |                   |
| Pippa: The Cheetah and her Cubs                 | Pippa: The Cheetah and her Cubs                 | 1970 | 0-15-262125-3 |                         |      |                   |
| Joy Adamson's Africa                            | Joy Adamson's Africa                            | 1972 | 0-15-146480-4 |                         |      |                   |
| Pippa's Challenge                               | Pippa's Challenge                               | 1972 | 0-15-171980-2 |                         |      |                   |
| Peoples of Kenya                                | Peoples of Kenya                                | 1975 | 0-15-171681-1 |                         |      |                   |
| The Searching Spirit: An Autobiography          | The Searching Spirit: An Autobiography          | 1978 | 0-00-216035-8 | Volání divočiny         | 1984 | Milena Perglerová |
| Queen of Shaba: The Story of an African Leopard | Queen of Shaba: The Story of an African Leopard | 1980 | 0-00-272617-3 | Příběh levhartice Penny | 1988 | Milena Perglerová |
| Friends from the Forest                         | Friends from the Forest                         | 1980 | 0-15-133645-8 |                         |      |                   |